# Iglesia de la Asunción de Nuestra Señora (Guereñu)
La iglesia de la Asunción de Nuestra Señora es un edificio situado en el concejo español de Guereñu, en la provincia de Álava.

## Descripción
El edificio se encuentra en el concejo español de Guereñu, del municipio de Iruraiz-Gauna, perteneciente a la provincia de Álava, en la comunidad autónoma del País Vasco. Se menciona como iglesia parroquial del lugar en el noveno volumen del Diccionario geográfico-estadístico-histórico de España y sus posesiones de Ultramar de Pascual Madoz, donde aparece descrita con las siguientes palabras: «igl. parr. (la Asuncion) servida por 2 beneficiados perpetuos, uno de ellos con título de cura, y por un sacristan». En el tomo de la Geografía general del País Vasco-Navarro dedicado a Álava y escrito por Vicente Vera y López, se dice lo siguiente: «Su iglesia, dedicada á la Asunción de Nuestra Señora, es de categoría rural de segunda clase, perteneciente al arciprestazgo de Salvatierra».